# بری هیلیر
بری هیلیر (انگلیسی: Barrie Hillier; ۸ آوریل ۱۹۳۶ – ۱۰ دسامبر ۲۰۱۶) بازیکن فوتبال اهل انگلستان بود.